# Coppa Italia 2019-2020 (pallamano maschile)
La Coppa Italia di pallamano 2019-2020 è stata la 35ª edizione della coppa nazionale di pallamano maschile. Le Final8 della manifestazione si sono svolte al PalaEstra di Siena

## Formula

### Qualification Round
Dodici squadre di serie A1 maschile, con esclusione della prima classificata 2018/19 e dell'organizzatrice della Final Eight (qualora le due squadre coincidessero, è esclusa anche la seconda classificata 2018/19) che si incontrano in turno unico, con abbinamento sulla base del ranking della stagione 2018/19 (le squadre militanti in serie A2 nella stagione precedente vengono classificate al penultimo ed ultimo posto secondo la classifica della Final Eight di serie A2 2018/19), in casa della migliore classificata. La mancata partecipazione o il ritiro comportano una penalizzazione di 6 (sei) punti nel campionato in corso.

### Final8
Le 8 squadre qualificate al termine del Qualification Round partecipano alla Final Eight, che si disputa con formula di quarti, semifinali, finali 1º-2º e 3º-4º posto, tutte in gara unica, con la seguente griglia degli abbinamenti (il Campione d’Italia 2018/19 assume la posizione di prima classificata, l'organizzatrice della Final Eight assume la posizione di seconda classificata):
Quarti di finale
Incontro A 4ª classificata - 5ª classificata
Incontro B 3ª classificata - 6ª classificata
Incontro C 2ª classificata - 7ª classificata
Incontro D 1ª classificata - 8ª classificata
Semifinali 
Incontro E Vincente C - Vincente B
Incontro F Vincente D - Vincente A
Finali
Incontro G Perdente E - Perdente F (finale 3º posto)
Incontro H Vincente E - Vincente F (finale 1º posto)
La vincitrice della manifestazione si aggiudica un posto in EHF Challenge Cup per la stagione successiva. Nel caso la vincitrice si sia già qualificata per qualsiasi coppa europea durante il campionato, la qualificazione viene assegnata alla finalista.

## Risultati

### Qualification Round
| Squadra 1       | Squadra 2 | Risultato                     |
| --------------- | --------- | ----------------------------- |
| Conversano      | Eppan     | Conversano, 14 dic. 2019      |
| Conversano      | Eppan     | 26 – 24                       |
| Pressano        | Sassari   | Lavis, 14 dic. 2019           |
| Pressano        | Sassari   | 28 – 24                       |
| Cassano Magnago | Meran     | Cassano Magnago, 14 dic. 2019 |
| Cassano Magnago | Meran     | 31 – 22                       |
| Junior Fasano   | Cologne   | Fasano, 14 dic. 2019          |
| Junior Fasano   | Cologne   | 35 – 28                       |
| Trieste         | Fondi     | Trieste, 14 dic. 2019         |
| Trieste         | Fondi     | 27 – 26                       |
| Brixen          | Gaeta     | Bressanone, 14 dic. 2019      |
| Brixen          | Gaeta     | 33 – 26                       |

| Arbitri: | Colombo Fabbian |

|          |           |           |
| Sperti 9 | Marcatori | Semikov 9 |

| Arbitri: | Cosenza Schiavone |

|            |           |              |
| Argentin 7 | Marcatori | Stabellini 7 |

| Arbitri: | Simone Monitillo |

|                      |           |               |
| Fantinato, Moretti 8 | Marcatori | Prantner L. 5 |

| Arbitri: | Carrino Pellegrino |

|                        |           |            |
| Pignatelli, Pugliese 7 | Marcatori | Riccardi 8 |

| Arbitri: | Fato Guarini |

|           |           |              |
| Popović 8 | Marcatori | Alves Leal 7 |

| Arbitri: | Bocchieri Scavone |

|         |           |            |
| Bašić 8 | Marcatori | Lombardi 9 |

### Final8

#### Quarti di finale
| Arbitri: | Cosenza Schiavone |

|          |           |           |
| Sperti 7 | Marcatori | Moretti 9 |

| Arbitri: | Castagnino Manuele |

|             |           |            |
| Nikočević 6 | Marcatori | Knežević 9 |

| Arbitri: | C. Cardone L. Cardone |

|                   |           |          |
| Gaeta, Sonnerer 6 | Marcatori | Čutura 7 |

| Arbitri: | Simone Monitillo |

|          |           |               |
| Bronzo 7 | Marcatori | Radojkovič 11 |

#### Semifinali
| Arbitri: | Carrino Pellegrino |

|            |           |           |
| Turković 6 | Marcatori | Moretti 9 |

| Arbitri: | Prandi Ambrosetti |

|        |           |             |
| Kasa 6 | Marcatori | Nikočević 7 |

#### Finale 3º posto
| Arbitri: | C. Cardone L. Cardone |

|            |           |           |
| Argentin 7 | Marcatori | Moretti 5 |

#### Finale
| Arbitri: | Simone Monitillo |

|                                                                                          |           |                                                                                       |
| Bronzo 8 Riccobelli 8 Borgianni 3 Kasa 3 Radovčić 3 Yousefinezhad 2 Amato 1 Dal Medico 1 | Marcatori | Arcieri 6 Gaeta 6 Sonnerer 6 Šporčić 5 Starčević 4 Turković 2 Udovičić 2 Halilković 1 |

## Tabellone (fase finale)
|  | Quarti di finale           | Quarti di finale           |                            |                 | Semifinali                | Semifinali                |  |  | Finale                     | Finale |
|  |                            |                            |                            |                 |                           |                           |  |  |                            |        |
|  | 21 febbraio 2020, h. 20:30 |                            |                            |                 |                           |                           |  |  |                            |        |
|  |                            |                            |                            |                 |                           |                           |  |  |                            |        |
|  | Siena                      | 30                         |                            |                 |                           |                           |  |  |                            |        |
|  | Siena                      | 30                         | 22 febbraio 2020, h. 18:30 |                 |                           |                           |  |  |                            |        |
|  | Trieste                    | 24                         |                            |                 |                           |                           |  |  |                            |        |
|  | Trieste                    | 24                         | Siena                      | 22              |                           |                           |  |  |                            |        |
|  | 21 febbraio 2020, h. 16:30 |                            | Siena                      | 22              |                           |                           |  |  |                            |        |
|  |                            | Pressano                   | 20                         |                 |                           |                           |  |  |                            |        |
|  | Pressano                   | Pressano                   | 20                         | 25              |                           |                           |  |  |                            |        |
|  | Pressano                   |                            | 23 febbraio 2020, h. 18:00 | 25              |                           |                           |  |  |                            |        |
|  | Junior Fasano              | 23                         |                            |                 |                           |                           |  |  |                            |        |
|  | Junior Fasano              | 23                         | Siena                      | 29              |                           |                           |  |  |                            |        |
|  | 21 febbraio 2020, h. 18:30 |                            | Siena                      | 29              |                           |                           |  |  |                            |        |
|  |                            | Bozen                      | 32                         |                 |                           |                           |  |  |                            |        |
|  | Bozen                      | Bozen                      | 32                         | 31              |                           |                           |  |  |                            |        |
|  | Bozen                      | 22 febbraio 2020, h. 20:30 |                            | 31              |                           |                           |  |  |                            |        |
|  | Brixen                     | 30                         |                            |                 |                           |                           |  |  |                            |        |
|  | Brixen                     | 30                         | Bozen                      | 26              | Finale per il terzo posto | Finale per il terzo posto |  |  |                            |        |
|  | 21 febbraio 2020, h. 14:30 |                            | Bozen                      | 26              | Finale per il terzo posto | Finale per il terzo posto |  |  |                            |        |
|  |                            | Cassano Magnago            | 22                         |                 |                           |                           |  |  |                            |        |
|  | Conversano                 | Cassano Magnago            | 22                         | 24              | Pressano                  | 22                        |  |  |                            |        |
|  | Conversano                 |                            |                            | 24              | Pressano                  | 22                        |  |  |                            |        |
|  | Cassano Magnago            | 25                         |                            | Cassano Magnago | 27                        |                           |  |  |                            |        |
|  | Cassano Magnago            | 25                         |                            |                 | 27                        |                           |  |  |                            |        |
|  |                            |                            |                            |                 |                           |                           |  |  | 23 febbraio 2020, h. 16:00 |        |
|  |                            |                            |                            |                 |                           |                           |  |  |                            |        |